# Щеблово
Щеблово — село в сельском поселении Демидовское Заокского района Тульской области.
Ранее находилось в Алексинском уезде, Тульской губернии.

## География
Расположено на берегу речки Вашанка. Населённый пункт находится на расстоянии: 21 км от районного центра Заокский и железнодорожной станцией Тарусская, 30 км от Алексина, 43 км от Тулы, 130 км от Москвы. Рядом железнодорожная станция Шульгино.
Расстояние до аэропортов: 52 км до Тулы, 81 км до Калуга, 93 км до Домодедово.

## Население
| 1859 | 1915 | 2002 | 2010 |
| ---- | ---- | ---- | ---- |
| 99   | ↗263 | ↘16  | ↘9   |

## История
Время образования прихода, а равно, как и год построения деревянного храма в честь Преображения Господня, неизвестны. В состав прихода, кроме села, входили деревни: Каменка и Малахово, с общим числом прихожан в 1895 году 460 мужского пола и 480 женского. До 1870 года приход был самостоятельным, но потом соединён с приходом села Азаровка. Штат церкви состоял из священника и двух псаломщиков. Имелось церковной земли в количестве 31 десятина.